# Vincent F. Harrington
Vincent Francis Harrington (* 16. Mai 1903 in Sioux City, Iowa; † 29. November 1943 in Rutland, England) war ein US-amerikanischer Politiker. Zwischen 1937 und 1942 vertrat er den Bundesstaat Iowa im US-Repräsentantenhaus.

## Werdegang
Vincent Harrington besuchte die öffentlichen Schulen seiner Heimat einschließlich des Trinity College in Sioux City. Danach studierte er bis 1925 an der University of Notre Dame in South Bend (Indiana). Zwischen 1926 und 1927 unterrichtete er die Fächer Wirtschaft und Geschichte an der University of Portland in Oregon. Danach kehrte er nach Sioux City zurück, wo er in der Firma seines Vaters, der Continental Mortgage Company, arbeitete. In diesem Unternehmen brachte er es bis zum Vizepräsidenten und Generalmanager.
Politisch war Harrington Mitglied der Demokratischen Partei. Zwischen 1933 und 1937 saß er im Senat von Iowa. Im Jahr 1936 war er von seiner Partei als Bewerber für das Amt des Vizegouverneurs vorgesehen. Er zog diese Kandidatur aber zurück, um für den Kongress zu kandidieren. Harrington wurde dann auch im neunten Wahlbezirk von Iowa in das US-Repräsentantenhaus in Washington, D.C. gewählt, wo er am 3. Januar 1937 die Nachfolge von Guy Gillette antrat. Nach zwei Wiederwahlen konnte er bis zu seinem Rücktritt am 5. September 1942 im Kongress verbleiben. In diesen Jahren wurden dort weitere New-Deal-Gesetze verabschiedet. Seit Dezember 1941 überschattete der Zweite Weltkrieg auch die Arbeit des Kongresses.
Harrington legte sein Mandat im September 1942 nieder, um in das Fliegerkorps der US-Armee einzutreten. Er wurde mit seiner Einheit nach England verlegt. Dort ist er am 29. November 1943 an einem Herzanfall verstorben. Seit 1927 war er mit Catherine O’Connor verheiratet, mit der er zwei Töchter hatte.